# 私たちの時代
『私たちの時代』（わたしたちのじだい）は、2010年12月30日にフジテレビ系列で放送されたドキュメンタリー番組、および2011年に公開された日本の映画作品。

## 概要
石川県輪島市門前町にある石川県立門前高等学校の女子ソフトボール部の3年間の軌跡を追ったドキュメンタリー作品で、女子ソフトボール部の部員と監督との触れ合いや門前町に面する奥能登の表情を描いている。
2006年から女子ソフトボール部の密着取材を始めたが、奥能登で進行する過疎化で廃校が一時検討された。取材の過程で、2007年3月25日に発生した能登半島地震に遭遇。門前町の地震からの復興と再生を描きながら、高校生のありのままの姿と絶望からの復興を描く作品となっている。
フジテレビと石川テレビの共同制作で、番組プロデューサーにはフジテレビの横山隆晴と石川県七尾市出身の石川テレビの今村亮を起用。2010年のテレビ放送を経て、同一作品で2011年に映画化が行われた。

## あらすじ
過疎化が進む石川県奥能登。石川県立門前高等学校は生徒数が減少していく中、学校を所管する石川県教育委員会は過疎化を理由に廃校を検討することとなる。だが、門前高等学校の女子ソフトボール部は、高校総体（インターハイ）や国体での活躍がある名門校で、この実績が廃校を阻んでいる。
廃校が検討される過程で、2007年3月25日に能登半島地震を門前町など奥能登を襲う。ソフトボール部員は遠征していた金沢市に滞在していたため無事であったが、門前町へ帰路について2週間後には練習を再開した。
学校周辺や通学路には地震の傷跡が残り、練習がままならない状況下、ライバル校の石川県立津幡高等学校との高校総体予選決勝が始まる。

## テレビ番組
2010年12月30日にフジネットワーク（FNS）加盟28局で全国放送を実施。舞台となった石川県では、2011年3月26日に石川テレビで再放送が実施された。

### 放送時間
記載時刻は日本標準時（JST）。
本放送
- フジテレビ系列28局：2010年12月30日 12:00 - 14:30

再放送
- 石川テレビ：2011年3月26日 13:00 - 15:15（字幕放送は未実施）

## 映画
テレビ放送の150分のうち、CM部分を除いた110分が上映時間となる。2011年9月3日に石川県内の各映画館と福井県福井市にある福井コロナシネマワールドにて先行上映が実施され、その後は全国で順次公開された。

### スタッフ
- 撮影：近堂清司
- 音響効果：田中政文・渡辺真衣
- MA：濱田豊
- EED：福谷裕二
- 技術協力：TSP
- ディレクター：今村亮
- プロデューサー：横山隆晴
- 製作：フジテレビ・石川テレビ
- 配給：スターキャット・エンタープライズ・ピクチャーズデプト